# Fossil Record
Fossil Record – niemieckie, anglojęzyczne, recenzowane czasopismo naukowe otwartego dostępu publikujące w dziedzinie paleontologii.
Czasopismo to wydawane jest przez Copernicus Publications i Muzeum Historii Naturalnej w Berlinie. Ukazuje się od 1998 roku (początkowo pod tytułem Mitteilungen aus dem Museum für Naturkunde Berlin, Geowissenschaftliche Reihe). Wychodzi dwa razy w roku. Publikuje oryginalne prace badawcze dotyczące skamieniałości zwierząt, roślin i mikroorganizmów, w tym ich taksonomii, systematyki, ewolucji, filogenezy, morfologii, biologii rozwoju i bioróżnorodności. Pokrywa także tematykę biomineralizacji, biogeochemii i paleoklimatologii.
W 2016 roku jego wskaźnik cytowań wyniósł według Journal Citation Reports 1,250.